# Marble Falls (Teksas)
Marble Falls je grad u američkoj saveznoj državi Teksas. Prema popisu stanovništva iz 2010. u njemu je živjelo 6.077 stanovnika.